# 罗斯巴赫 (奥地利)
罗斯巴赫（德語：Roßbach）是奥地利上奥地利州因河畔布劳瑙县的一个市镇。总面积15平方公里，总人口955人，人口密度63.7人/平方公里（2005年）。